# Lee Ki-je
Lee Ki-je (kor. 이기제; ur. 9 lipca 1991 w Changnyeong) – południowokoreański piłkarz, występujący na pozycji obrońcy w południowokoreańskim klubie Suwon Samsung Bluewings. 14-krotny reprezentant Korei Południowej. Uczestnik Pucharu Azji 2023.

## Statystyki

### Klubowe
Na podstawie:
| Klub                     | Sezonów | Liga       | Liga  | Liga   | Puchar krajowy | Puchar krajowy | Kontynentalne | Kontynentalne | Suma  | Suma   |
| Klub                     | Sezonów | Liga       | Mecze | Bramki | Mecze          | Bramki         | Mecze         | Bramki        | Mecze | Bramki |
| ------------------------ | ------- | ---------- | ----- | ------ | -------------- | -------------- | ------------- | ------------- | ----- | ------ |
| Shimizu S-Pulse          | 3       | J1 League  | 57    | 1      | 18             | 2              | –             | –             | 75    | 3      |
| Newcastle United Jets FC | 2       | A-League   | 20    | 2      | 0              | 0              | –             | –             | 20    | 2      |
| Ulsan Hyundai            | 2       | K League 1 | 43    | 0      | 6              | 0              | 7             | 0             | 56    | 0      |
| Suwon Samsung Bluewings  | 5       | K League 1 | 129   | 10     | 6              | 0              | 18            | 2             | 153   | 12     |
| Gimpo FC                 | 1       | K3 League  | 15    | 4      | 2              | 2              | –             | –             | 17    | 6      |
|                          | Łącznie | Łącznie    | 264   | 17     | 32             | 4              | 25            | 2             | 321   | 23     |

### Reprezentacyjne
Na podstawie:
| Mecze i gole w reprezentacji podczas Pucharu Azji 2023 | Mecze i gole w reprezentacji podczas Pucharu Azji 2023 | Mecze i gole w reprezentacji podczas Pucharu Azji 2023 | Mecze i gole w reprezentacji podczas Pucharu Azji 2023 | Mecze i gole w reprezentacji podczas Pucharu Azji 2023 | Mecze i gole w reprezentacji podczas Pucharu Azji 2023 | Mecze i gole w reprezentacji podczas Pucharu Azji 2023 | Mecze i gole w reprezentacji podczas Pucharu Azji 2023 |
| Lp.                                                    | Data                                                   | Miasto                                                 | Przeciwnik                                             | Wynik                                                  | Gole                                                   | Inne                                                   | Faza rozgrywek                                         |
| ------------------------------------------------------ | ------------------------------------------------------ | ------------------------------------------------------ | ------------------------------------------------------ | ------------------------------------------------------ | ------------------------------------------------------ | ------------------------------------------------------ | ------------------------------------------------------ |
| 1.                                                     | 15.01.2024                                             | Doha                                                   | Bahrajn                                                | 3:1 (1:0)                                              |                                                        | 28'                                                    | Faza grupowa                                           |
| 2.                                                     | 20.01.2024                                             | Doha                                                   | Jordania                                               | 2:2 (1:2)                                              |                                                        |                                                        | Faza grupowa                                           |

## Sukcesy
Na podstawie:

### Klubowe
Z Ulsan Hyundai:
- Puchar Korei Południowej 2017